# Niepodzielna wspólność spadkowa
Niepodzielna wspólność spadkowa – pojęcie prawne istniejące w polskim prawie, odziedziczone po zapisach obowiązujących na terenie zaboru pruskiego bazujących na Bürgerliches Gesetzbuch (BGB).
Niepodzielna wspólność spadkowa jest wspólnością łączną. Współspadkobierca ma udział w całym majątku, lecz nie w poszczególnych przedmiotach spadkowych. W odniesieniu do tych przedmiotów spadkobiercy są współuprawnieni bez liczbowego oznaczenia wielkości ich udziałów. Niepodzielna wspólność spadkowa jest wspólnością bezudziałową.
Zgodnie z § 1922 BGB, ze śmiercią osoby jej majątek przechodzi jako całość na jedną lub więcej innych osób, zgodnie zaś z § 2032 BGB jeżeli spadkodawca pozostawia kilku spadkobierców, spadek staje się wspólnym majątkiem spadkobierców. Paragraf 2033 BGB stanowi zaś, iż każdy współspadkobierca może rozporządzać swoim udziałem w spadku i nie może rozporządzać swoim udziałem w poszczególnych przedmiotach spadku. Przepisy te powszechnie rozumie się jako konstytuujące wspólność przedmiotów wchodzących w skład majątku spadkowego jako wspólność o charakterze bezudziałowym (wspólność łączną, wspólność do niepodzielnej ręki).
Pojęcie to w praktyce utrudnia postępowanie własnościowe w wielu nieruchomościach na terenie m.in. Wielkopolski. Zbycie udziałów w praktyce może nastąpić dopiero kiedy 100% współwłaścicieli zgodzi się sprzedać nieruchomość nowemu nabywcy.